# Pierre Kipgen
Peter (Pierre) Kipgen (Rollingergrund, 8 september 1868 – Luxemburg-Stad, 28 juni 1934) was een Luxemburgs houtbeeldhouwer en schrijnwerker.

## Leven en werk
Pierre Kipgen was een zoon van wagenmaker Peter (Pierre) Kipgen sr. en Barbara Meyer. Hij volgde een driejarige avondcursus bij Jean-Baptiste Wercollier, waar hij werd opgeleid tot houtbeeldhouwer. In 1896 werd de École d'artisans de l'État opgericht. Wercollier werd aangesteld als professeur, Kipgen werd als vakdocent en chef d'atelier verbonden aan de timmerwerkplaats van de ambachtsschool.
Kipgen was lid van de Cercle Artistique de Luxembourg (CAL) en exposeerde van 1906 tot 1917 op de jaarlijkse salons van de kunstenaarsvereniging. Hij toonde er onder meer marqueterie. In 1900 ontving Franz Heldenstein, oud-voorzitter van de CAL, bij een banket ter gelegenheid van diens 80e verjaardag een geschenk van de leden, bestaande uit een door Wercollier gemodelleerd medaillon, dat werd omgeven door een  aluminiumbronzen lauwerkrans, uitgevoerd door Etienne Galowich. Het geheel werd door Kipgen van een omlijsting voorzien. In 1914 kende een jury bestaande uit Mathias Mongenast, directeur-generaal van financiën, Antoine Hirsch, directeur van de ambachtsschool en Ferdinand d'Huart, voorzitter van de CAL, de eerste Prix Grand-Duc Adolphe voor toegepaste kunst ex aequo toe aan Kipgen en Nicolas Birnbaum.
Na een beroerte in 1928 was Kipgen grotendeels aan bed gekluisterd. In 1929 ontving hij de gouden medaille verbonden aan de Orde van de Eikenkroon. Pierre Kipgen overleed vijf jaar later, op 65-jarige leeftijd, en werd begraven op de Cimetière Notre-Dame.
- Musée national d'archéologie, d'histoire et d'art: lkl000272